# Кривенко Віктор Васильович (юрист)
Віктор Васильович Кривенко (нар. 6 серпня 1955, с. Мотижин, Макарівський район, Київська область, Українська РСР) — український правник, суддя Конституційного Суду України (2016–2025). Кандидат юридичних наук (2007), заслужений юрист України.

## Життєпис
Закінчив Київський державний університет ім. Т. Г. Шевченка, спеціальність — правознавство.
В 1980—1981 рр. працював стажистом Київської обласної колегії адвокатів, в 1981—1983 — адвокат Київської обласної колегії адвокатів, з 1983 — суддя Макарівського районного, потім Київського обласного суду.
В 1993—1995 рр. — президент адвокатської компанії «ВІЛЛАР», в 1995—1996 — головний консультант відділу узагальнення судової практики Верховного Суду України, суддя Верховного Суду України.
В 1996—2005 рр. — заступник голови Судової палати у цивільних справах Верховного Суду України, в 2005—2011 — голова Судової палати в адміністративних справах Верховного Суду України, 2011—2015 — заступник Голови Верховного Суду України, секретар Судової палати в адміністративних справах; з 2015 до січня 2016 — секретар Судової палати в адміністративних справах Верховного Суду України.
З 27 січня 2016 року до 27 січня 2025 року — суддя Конституційного Суду України. З 4 червня 2017 року по 21 лютого 2018 року виконував обов'язки голови цього Суду як найстарший за віком суддя. З 30 травня 2024 року до 27 січня 2025 року вдруге за свою каденцію виконував обов'язки голови Конституційного Суду України як найстарший за віком суддя.

## Звання та нагороди
Кандидат юридичних наук, заслужений юрист України.
Нагороджений Орденом князя Ярослава Мудрого V та IV ступенів.